# Long Island
Long Island (în traducere literală, Insula Lungă) este o insulă situată în statul New York, pe care se află două cartiere și două suburbii ale orașului New York City.

## Personalități născute aici
- Catharine Esther Beecher⁠(d) (1800 – 1878), activistă;
- Alec Baldwin (n. 1958), actor;
- Steve Hytner (n. 1959), actor;
- Lucia Cifarelli (n. 1970), cântăreață;
- Buddah Bless (n. 1992), compozitor, rapper.